# Snapdragon
Snapdragon са едночипови системи на Qualcomm, чийто основен процесорен компонент е базиран на архитектурата ARM. Оптимизирани са за ниска консумация на енергия и работа на батерия. Предназначени са за използване в смартфони, таблети и смартчасовници, както и във вградени системи в автомобили и потребителска електроника. През 2019 г. пазарният дял на процесорите Snapdragon в смартфоните е 36%.